# Věra Drazdíková
Věra Drazdíková (či Drazdíková-Trmalová), vdaná Medová Drazdíková (1. února 1933 Praha – 1983) byla československá sportovní gymnastka, bronzová medailistka z mistrovství světa v roce 1954, účastnice LOH v Melbourne v roce 1956 a trenérka.

## Život
Věra Drazdíková se narodila 1. února 1933 v Praze. Byla členkou TJ Sokol Praha-Strašnice.
Na mistrovství světa v Římě v roce 1954 získala bronzovou medaili ve víceboji družstev (Bosáková, Brdíčková, Drazdíková, Chadimová, Lišková, Marejková, Reichová, Vančurová).
V roce 1956 reprezentovala Československo ve sportovní gymnastice na letních Olympijských hrách v australském Melbourne, kde ve víceboji jednotlivkyň obsadila 32. místo, v soutěž týmů 5. místo a ve společném cvičení 7. místo.
Věnovala se rovněž trenérské činnosti.
Zemřela v roce 1983, pohřbena je na Vinohradském hřbitově.